# Rio Awarua (Northland)
O Rio Awarua encontra-se na Região de Northland na Nova Zelândia. Corre para sul até encontrar o rio Mangakahia a 25 quilômetros a norte de Dargaville.